# Hubert Siejewicz
Hubert Siejewicz (ur. 20 grudnia 1974 w Białymstoku) – sędzia piłkarski, pracownik Urzędu Marszałkowskiego Województwa Podlaskiego w Białymstoku, absolwent II Liceum Ogólnokształcącego im. księżnej Anny z Sapiehów Jabłonowskiej w Białymstoku.

## Życiorys
Syn Tadeusza Siejewicza, byłego zawodnika Jagiellonii Białystok i Wigier Suwałki. W jego karierze sędziowskiej przełomowym momentem był sezon 2004/2005. Wówczas awansował do ekstraklasy. Na boiskach pierwszej ligi zadebiutował 7 sierpnia 2004 roku w meczu Górnik Zabrze – Pogoń Szczecin.
Hubert Siejewicz reprezentował Podlasie jako piłkarski arbiter w Pucharze UEFA. Był sędzią technicznym w meczu w Pucharze UEFA pomiędzy Halmstads BK ze Szwecji i Sporting CP z Portugalii (2–1), który rozegrany został 15 października 2005 roku. Sędziował decydujący mecz o Mistrzostwo Polski 2006/07, w którym Legia Warszawa grała z Zagłębiem Lubin (1–2).
24 września 2007 roku Hubert Siejewicz został zatwierdzony przez Zarząd Polskiego Związku Piłki Nożnej jako sędzia główny międzynarodowy na rok 2008. Jest to pierwszy piłkarski sędzia międzynarodowy z Podlasia.
21 czerwca 2008 roku poprowadził mecz Pucharu Intertoto HNK Rijeka – FK Renowa.
W lipcu 2013 roku został sfilmowany w lokalu jednego z zakładów bukmacherskich podczas zawierania zakładów sportowych. Udział w zakładach bukmacherskich jest zabroniony na mocy kontraktów sędziów zawodowych. Przewodniczący Kolegium Sędziów Polskiego Związku Piłki Nożnej złożył do prezesa Polskiego Związku Piłki Nożnej Zbigniewa Bońka wniosek o rozwiązanie kontraktu zawodowego podpisanego przez Huberta Siejewicza. 8 lipca 2013 roku kontrakt został rozwiązany.